# Údolí Hasiny u Lipence
Údolí Hasiny u Lipence je přírodní památka poblíž obce Lipno v okrese Louny. Zvláště chráněné území spravuje Krajský úřad Ústeckého kraje, o naučnou stezku pečuje Český svaz ochránců přírody Hasina Louny.

## Předmět ochrany
Důvodem ochrany je významné paleontologické naleziště druhohorních organizmů, zvláště chráněných rostlin a živočichů, biokoridor potoka Hasiny jako významného prvku ekologické stability krajiny.
Lokalitou probíhá přírodovědná naučná stezka Údolí Hasiny.

## Naučná stezka údolím Hasiny

### Zastávka č. 1 – vstupní bod
Naučná stezka „Údolí Hasiny u Lipence“ prochází údolím u potoka Hasina nedaleko vsi Lipenec. Trasa NS začíná poblíž parkoviště na levé straně u silnice II/225 Žatec – Louny v místě mezi křižovatkou se silnicemi na Tuchořice a Postoloprty a vesnicí Lipenec. Trasa měří cca 1,5 km, má 10 zastávek a lze jí absolvovat za dobu cca 45 minut. Většina zastávek NS je věnována geologické stavbě a paleontologickým zajímavostem. Naučnou stezku vybudovali v letech 1982 – 1989 členové Českého svazu ochránců přírody z Loun. V roce 1989 byla NS slavnostně předána do užívání veřejnosti. V říjnu 1992 zde byl oficiálně zahájen provoz Centra ekologické výchovy Lipenec. Místo slouží hlavně pro žáky základních škol v okrese Louny, ale i pro nejširší veřejnost k osvětě a prohloubení znalostí. Na NS je možné spatřit pozůstatky rostlin a živočichů z druhohor – z období svrchní křídy. Některé zastávky NS jsou věnovány také současné flóře a fauně. NS byla věnována památce lounského geologa a pedagoga Františka Štvána, který patřil k prvním odborným průvodcům mládeže tímto údolím. Před ním tu působili i jiní významní činitelé české geologie a paleontologie – například profesor Antonín Frič (první zmínky jsou z roku 1879), Josef Velenovský, později také Ervín Knobloch, Petr Hradecký a Miroslav Malkovský.

### Zastávka č. 2 – Geologická stavba údolí
Informační tabule je umístěna u splavu, kde bývala část vod Hasiny odváděna 700 metrů dlouhým náhonem do umělé nádrže využívané mlýnem stejného jména jako potok sám. Text je věnován základním informacím o geologické stavbě okolí Lipence a je doplněn zjednodušenou geologickou mapou. Této problematice je věnována samostatná kapitola průvodce naučnou stezkou. Již při prvním pohledu na tuto mapu je však patrné, že horninový podklad této oblasti je poměrně dosti pestrý. Zde je odkryt přirozeným způsobem – erozní činností vodního toku a také v řadě lomů, kde byl po celá staletí získáván materiál pro výstavbu nejbližších obcí. Zajímavé informace poskytl na počátku sedmdesátých let 20. století vrtný průzkum této části Lounska. Jeden z vrtů, hluboký 21 metrů, byl vyhlouben necelých 100 m jižně odtud, za silnicí Louny – Žatec. Prošel staršími vrstvami křídového útvaru a skončil v červeně zbarvených pískovcích svrchního karbonu, které jinak vystupují v erozních údolích na severním okraji Džbánu nebo jsou díky tektonice vyzdviženy až na povrch. Tak je tomu např. nedaleko odtud u Lipna a Hřivic. Značná část širšího okolí však o geologické stavbě území napovídá poměrně málo, neboť zde převládá malý členitý reliéf s mocnými polohami čtvrtohorních sedimentů jako jsou deluviální až fluviální hlinité až písčité sedimenty a spraše. K zajímavým fenoménům geologické stavby okolí patří také struktura vzniklá subakvatickým vulkanismem v mladších třetihorách severně odtud na Cikánském vrchu u Mradic, kde se mimo jiné vyskytují vápnité jíly a vápence.

### Zastávka č. 3 – Křídová květena
Příkrý svah vzniklý erozní činností potoka, ležící poblíž západního okraje Lipence, poskytuje možnost nahlédnout na několika místech do vrstevního sledu křídového útvaru. Na stanovišti s třetím informačním panelem jsou odkryty nejstarší vrstvy křídy, s výjimkou jejich bezprostředního kontaktu s vrstvami karbonu. Na tomto místě však je něco mnohem zajímavějšího – několik metrů mocná vrstva jílových hornin s velmi cenným paleontologickým obsahem. Právě toto naleziště pozůstatků vymřelých, většinou značně starobylých druhů rostlin je jedním z hlavních důvodů vedoucích ke vzniku celé naučné stezky. Tabule na této zastávce poskytuje jak pohled na obrázky fosilních rostlin, tak i možnost seznámit se s problematikou složení křídové flóry, která se v té době rychle rozvíjela směrem k rodům a druhům, jež se vyskytují v třetihorách a případně mají své příbuzné v dnešní květeně. Vrstvy jílových hornin se vytvářely v jezerním nebo bažinném prostředí. Nejsvrchnější jílovce, střídající se s vrstvami pískovců, svědčí o začátku mořské záplavy této části Českého masívu. Části rostlin (listy, části větviček a množství mikroskopického materiálu včetně pylových zrn a semen) byly většinou do vodních nádrží splaveny, neboť se jednalo zejména o dřeviny rostoucí na suché zemi poblíž jezer a bažin. Méně je zde pozůstatků stromovitých dřevin stojících v mělké vodě. Nálezy makroskopických rostlinných pozůstatků křídového stáří jsou v rámci Evropy ojedinělé. Právě Lounsko však patří k oblastem, jež poskytují již po dobu delší než 100 let velmi zajímavé údaje o paleoekologických a paleofloristických poměrech. Ačkoliv zde panovaly velmi příznivé účinky pro růst a vývoj rostlin, ne všude jsou nálezy ve stejně starých vrstvách tak bohaté, neboť pro dochování rostlinných částí byly velmi výhodné podmínky jen místy. Mezi známé lokality patří vedle Lipence také blízké Touchovice a Zeměchy. Vrstvy se sedimenty sladkovodního původu, náležící stupni cenoman, byly před více než 100 lety nazvány podle obce Peruc vrstvami peruckými. Tento název je platný pro celé území Českého masívu, včetně např. jeho saské části. Zvláště zde v prostoru 3. zastávky naučné stezky není žádoucí jakýkoliv amatérský sběr zkamenělin. Jednak by tím byl snížen vědecký význam geologického profilu a jednak může být ohrožena bezpečnost návštěvníků. Sesuvy hornin v minulosti vedly též k přehrazení potoka a jeho vylití na zemědělské pozemky.

### Zastávka č. 4 – Horniny mořského dna
Při výstupu stezkou do svahu Ovčího vrchu (317 m n. m.) od předešlé zastávky lze postupně sledovat stále mladší vrstvy hornin. Nad jílovitými horninami se zbytky rostlin leží vrstvy pískovců se slabými vložkami jílovců. Výše převládají mořské pískovce nazývané korycanské vrstvy, dále mořské slinité horniny a opuky. Informační panel č. 4 je umístěn do míst, kde vystupují pískovce svrchního cenomanu, již mořského původu, a upozorňuje návštěvníky na významné změny, které se odehrály v severní polovině Českého masívu v době jejich ukládání. Následkem tektonických pohybů, jež souvisely s fázemi vrásnění v alpsko-karpatské oblasti, poklesla tato oblast Čech, Německa a Polska a plochý reliéf se soustavou jezer v depresích byl téměř celý postupně zaplaven mořskými vodami, které sem pronikly od severu. Tato změna paleogeografických poměrů nebyla jednorázová. Měla oscilační charakter a proto se zde nad vrstvou jílových hornin s otisky rostlin střídají pískovce různého původu. Celý komplex usazenin cenomanského stáří tedy není jednotný co do prostředí, v němž vznikal. Vrstvy hornin nejsou produktem jediného sedimentačního cyklu. Výstižnější označení tohoto souboru sedimentů je perucko-korycanské souvrství. Svah nad Hasinou je obrácený k jihu a lze se zde setkat také s některými zajímavostmi ze světa současných rostlin a živočichů. Místy jsou na suchých a vápnitých půdách zachována společenstva teplomilných rostlin a to i přes skutečnost, že tato stanoviště zarůstají křovinami a akátem. Mezi chráněné rostliny zde patří např. bělozářka liliovitá. Pravidelně se tu můžeme také setkat s lapacími jamkami mravkolva běžného.

### Zastávka č. 5 – Opukový lom
Nejvyšší partie Ovčího vrchu – plošina s kótou 242 m a její okolí jsou budovány mořskými horninami spodnoturonského stáří, které se řadí k jednotce bělohorského souvrství. Zastávka č. 5 se nalézá v prostoru opuštěného opukového lomu využívaného po desetiletí jako extenzivní sad. Účelem instalace informačního panelu je seznámení se vznikem a složením usazených hornin, které jsou v této části Lounska velmi hojné a to „opuk“ a glaukonitických pískovců. Právě tento a řada dalších lomů poskytovaly stavební kámen při budování nejrozmanitějších staveb v širokém okolí. Část bělohorského souvrství byla dříve nazývána malnické vrstvy podle sousední obce. Jedná se o tmavě zelený glaukonitický pískovec – „malnický řasák“ – pozoruhodný velkým množstvím pozůstatků mořské fauny. Některé z druhů jsou zde vyobrazeny a tak si může návštěvník vytvořit představu o bohatosti života v mělkých a čistých vodách spodnoturonského moře. Podobné zkameněliny lze hledat ve starých lomech u Malnic, Lipna, Tuchořic, Dubčan, v okolí Měcholup, Černčic a na mnoha dalších místech. K nejzajímavějším patří nálezy jader a otisků lastur mlžů nebo schránek velkých hlavonožců – loděnek a amonitů, zachovaná klepeta mořských raků, žraločí zoubky, schránky plžů nebo drobnějších ramenonožců. Tak jako u zastávky č. 3 i zde není umožněn sběr zkamenělin a to vzhledem k možné devastaci stanoviště a odkrytého profilu. Podstatně vhodnější a bohatší je např. dobře přístupný lom v Dubčanech. Vrcholové partie a ostroh v západní části návrší jsou osídleny společenstvy teplomilných druhů rostlin, např. kavylem vláskovitým nebo kozincem rakouským. Této problematice je věnován informační text na další zastávce. Do prostoru opuštěného lomu je koncentrován výskyt ještěrky obecné, chráněného druhu plazů.

### Zastávka č. 6 – Květena údolí Hasiny
Také živá příroda areálu údolí Hasiny u Lipence má řadu zajímavostí. Celá oblast je dobrou ukázkou refugia organismů – jejich útočištěm v jinak celkem fádní zemědělské krajině bez lesních porostů. Dlouhou dobu zde hospodaření mělo extenzivní charakter. Vždy tu byly plochy poněkud méně dotčené člověkem a to umožnilo přežití většího počtu druhů rostlin a živočichů než v okolí. Došlo sice ke změnám druhového složení lesních porostů, část jich byla přeměněna v extenzivní sady nebo pastviny. To však zase umožnilo osídlení těchto ploch teplomilnějšími až stepními druhy organismů, které se zde před civilizačními zásahy nemohly vyskytovat nebo jejich populace jen živořily. Vzhledem k rozmanitosti podložních hornin se zde vyskytují půdy s velmi rozdílnými vlastnostmi. Na cenomanských pískovcích jsou to chudé, kyselé a snadno propustné půdy s malým počtem druhů rostlin. Podstatně výživnější, i když také lehké a sušší půdy vznikají na opukách, kde nalezneme řadu zástupců stepní flóry. V údolní nivě jsou pak značně výživné a vlhčí naplavené půdy, kde je přirozenou vegetační formací lužní les tvořený měkkými dřevinami a bohatou jarní květenou. V širším okolí převážně převládaly doubravy s podílem jilmu, lípy (odtud název obcí Lipenec, Lipno, Dubčany), lísky, dřínu, jalovce atd. Zastávka č. 6 je umístěna do míst, kde se v jarním období můžeme setkat s některými chráněnými druhy rostlin. Ty nejcennější jsou na informační tabuli vyjmenovány a vyobrazeny (např. hlaváček jarní, kozinec rakouský, divizna fialová, modřenec tenkokvětý). Zajímavou součástí flóry jsou i vyšší houby. Rostou tu běžné druhy, např. hnojníků, chorošů, sírovců a také jedlé houby jako bedla jedlá nebo pýchavka. Botanickými raritami naučné stezky jsou šater svazčitý a hvězdovka vlasohlavá. První druh patří mezi nenápadné drobnokvěté teplomilné rostliny z čeledi hvozdíkovitých a již několik let zde nebyl nalezen. Hvězdovka vlasohlavá je v Čechách velmi vzácná houby, vázána svým výskytem na teplomilné keře. Na Hasině byla nalezena zatím jednou v roce 1988. Opukový ostroh obtékaný potokem Hasina je zajímavým místem z hlediska historického a archeologického. Jeho plochý vrchol byl v minulosti často využíván k zakládání lidských sídlišť. Výhodné stanoviště nad potokem, v teplém a úrodném kraji, lákalo příslušníky lidského rodu již v pravěku, což dokládají nálezy kamenných nástrojů získané v průběhu výstavby naučné stezky v roce 1985. Na stejných místech byly zjištěny zbytky keramických nádob vyrobených řemeslníky starých slovanských kmenů i mladšími kulturami. Škoda jen, že nejcennější část dříve osídlených ploch byla zdevastována těžbou opuk ve zdejších lomech.

### Zastávka č. 7 – Tektonická stavba Lipence a okolí
Toto stanoviště je umístěno do starého pískovcového lomu, zatímco předchozí lom, v němž jsou zastávky č. 5 a 6, založený zhruba ve stejné nadmořské výšce a ve vrstvách se stejným sklonem, poskytoval opuku. To znamená, že trasa stezky přechází linii tektonické poruchy. Jedná se o mělký zlom, který má směr zhruba SV–JZ, protínající údolí Hasiny v celé jeho šíři. S tímto zlomem se setkáme ještě poblíž zastávky č. 10. Informační tabule s tektonickou mapou zjednodušeně podává obraz o struktuře pooháreckého zlomového pásma, v jehož centrální části leží Lipenec, Lipno a Tuchořice. Je to složitý soubor podélných a příčných zlomů, které měly v geologické historii Lounska důležitou úlohu. Převládající zmíněný směr SV–JZ odpovídá směru podkrušnohorského zlomu a litoměřického hlubinného zlomu, což jsou v rámci Českého masívu tektonické struktury prvořadého významu. Severozápadní okrajový zlom pooháreckého pásma je nazýván podbořanský. V průběhu třetihor např. omezoval žateckou část podkrušnohorské jezerní pánve. Naopak na JV okraji dnes nápadně vystupují zlomy, jež tvoří hranici Dolnoohárecké tabule a Džbánu. Širší okolí Lipence je charakteristické stupňovitým reliéfem, neboť ve složité soustavě zlomů jsou některé úseky zemské kůry vyzdvižené a jiné zase podél zlomů poklesly, takže byly vytvořeny dílčí hrásti a příkopy. Právě Lipenec se nachází v centrální části jednoho z příkopů, kde jsou zachovány i mladší horniny než opuky a pískovce spodního turonu. Naopak ostroh plochého Ovčího vrchu je hrástí, na jejímž vrcholu nalezneme tyto relativně starší opuky. Směrem k severu, v okolí Mradic, jsou další mohutné příkopové struktury, v nichž jsou zachovány nejmladší křídové vrstvy a také sladkovodní uloženiny mladších třetihor. Dno tohoto příkopu místy sleduje řeka Ohře a odtud název celé tektonické struktury. Napříč pooháreckým zlomovým pásmem, tedy většinou napříč jednotlivým tektonickým liniím a směru vrstev, stéká ze Džbánu potok Hasina. Přitom postupně vzniká již od konce třetihor hluboké údolí ve směru sever – jih v úseku mezi Domoušicemi a Jimlínem. Takové údolí je nazýváno svahové (konsekventní). V úseku mezi Jimlínem a Lipencem sleduje Hasina zhruba směr zlomů a vytváří údolí podélné (subsekventní), až v prostoru naučné stezky opět mění směr napříč vrstvám. Na tyto geomorfologické změny upozorňuje následující informační tabule na zastávce č. 8. V prostoru lomu, kde byl ještě na počátku 20. století těžen světlý, vápnitý a většinou jemnozrnný glaukonitický mořský pískovec spodnoturonského stáří, je možno pozorovat řadu odlišných zvětrávacích tvarů této horniny. Nápadně vystupují partie, v nichž je vyšší obsah křemenného tmelu a naopak snadno zvětrává pískovec s tmelem karbonátovým. Vzniká tak členitá skalní stěna s bohatým společenstvem vápnomilných druhů rostlin. V minulosti v podobných stěnách v širším okolí pravidelně hnízdily poštolky i jiné druhy ptáků. Stezka dále opět křižuje mlýnský náhon, který je již dlouhou dobu nepoužívaný. V nedalekém mlýně byly při čištění náhonu a odpadního kanálu hojně nalézané lastury škeblí a velevrubů. Celá část údolí nad náhonem i jeho vlastní břehy po velmi dlouhou dobu sloužily jako ovocné sady. Dnes jsou tyto plochy značně zanedbané a zarůstají černým bezem, hlohem a akátem. Tím postupně mizí bohatá společenstva nápadná na jaře prvosenkou jarní a koncem léta ocúnem jesenním.

### Zastávka č. 8 – Přirozený tok Hasiny
Na tomto místě se můžeme setkat s jevem již poměrně vzácným – korytem vodního toku, který není pozměněn lidskými zásady a jehož profil je tvořen zcela přirozenými vlivy jako jarní a letní povodně a charakterem podloží. Informační tabule rovněž upozorňuje na zajímavé skutečnosti z historie Hasiny a Ohře. Ještě na počátku starších čtvrtohor směřovala Hasina od Jimlína přes Louny a dále k východu podél Českého středohoří, zatímco Ohře obtékala středohoří při jeho západních výběžcích (Postoloprty–Obrnice–Bílina) a vlévala se do Labe na místě dnešního Ústí nad Labem. Později, vlivem erozní činnosti drobnějších toků, se Hasina stočila k Lipenci a Ohře od Postoloprt na východ přes Louny. Důkazy k této teorii přinesly výzkumy říčních štěrků, dnešního rozmístění akumulačních teras a jejich stáří. Vody Hasiny byly v průběhu středověku částečně využívány k hospodaření na velkém rybníku u Malnic. Dnes jsou svedeny pouze do náhradního umělého koryta, takže se vlévají do Ohře u Skupic a nikoliv v prostoru dnešního postoloprtského cukrovaru jako dříve. Prostor prázdného malnického rybníka je přeměněn na rozsáhlé chmelnice. V místech, kde má potok příkřejší spádovou křivku, odkrývá podložní vrstvy opuk a vznikají až skalnaté prahy umožňující bohatější zásobení vody kyslíkem a tím vyšší samočisticí schopnost vody. V úsecích s vyrovnanějším spádem nanáší potok písek a písčité hlíny. Dno koryta je pak ploché, vznikají náznaky meandrů s hlubšími tůňkami v zákrutách. Vodní tok má přirozenou tendenci měnit směr ve svých sedimentech. Po větších povodních můžeme zjistit, že tok si našel novou cestu a staré koryto bylo zaplněno naplavenými hlínami a pískem. Toto koryto je pak znovu použito při dalších povodních nebo postupně zaroste. V průběhu posledních 40 let (pozn. 2012) tu např. došlo ke vzniku malých ostrovů. Přirozený charakter tu mají také břežní porosty Hasiny. Rostou tu staré vrby a olše, které jsou vyhledávané zdejším ptactvem. Hnízda ve starých stromech si staví sýkory, strakapoudi, šoupálci, brhlíci atd.

### Zastávka č. 9 – Fauna údolí Hasiny
Rozšíření živočichů v areálu naučné stezky souvisí s tím, že toto území zastává v krajině funkci refugia, tedy populace živočichů zde nalézají lepší podmínky k přirozené reprodukci, lepší potravní a hnízdní podmínky a také klidnější prostředí ve srovnání s okolím, kde převládají plochy s ornou půdou. Živočišná společenstva i na této celkem nevelké ploše, podobně jako rostliny, vykazují značnou pestrost. To je dáno vazbami jednotlivých druhů na podmínky konkrétních stanovišť. Setkáme se tu se zástupci typicky lesních druhů živočichů, s druhy přizpůsobenými lesostepním vegetačním formacím a také faunou, která je vázána na existenci vodního toku. Nejnápadnější složkou fauny jsou ptáci. Tato skupina obratlovců je v údolí Hasiny zastoupena přibližně 40 druhy, z nichž větší část zde pravidelně hnízdí. Z této skupiny je zde nejpočetnější populace pěnkavy obecné. Relativně hojný je slavík obecný, budníček menší, některé druhy sýkor a pěnic, strakapoud velký, žluna zelená. Pravidelně je sledováno hnízdění konipasa horského. Mezi ptáky příležitostně zaletujícím za potravou podél potoka lze jmenovat kachnu divokou, volavku popelavou a ledňáčka říčního, který by se v případě posílení populace na Ohři mohl teoreticky usadit i na Hasině. Výskytem ptáků se podrobněji zabývá jeden samostatný oddíl této stránky. Vodní fauna je v této oblasti poněkud chudší než v minulosti, což souvisí se zhoršováním čistoty vody v Hasině. Dnes jsou její vody bez většího zastoupení rybích druhů i živočichů bezobratlých. Přesto nelze znečištění vody považovat za katastrofální. Není vzácné zaregistrovat výskyt mřenky mramorované či jelce tlouště. Méně často tu lze spatřit mníka jednovousého, druhy ryb vázané na výsazy do Ohře nebo chované v rybnících spojené s Hasinou, včetně kapra. Bohužel už neexistuje populace škeble říční a velevruba, raka kamenáče a dalších druhů korýšů citlivých na změny čistoty vody. Potok je také ochuzen o hmyzí larvy a vodní brouky. postupně slábnou populace obojživelníků. V současné době žijí v údolí Hasiny dva druhy skokanů (hnědý a skřehotavý) a dva druhy ropuch (obecná a zelená). V případě obnovení mlýnského rybníka by perspektiva jejich zachování jistě vzrostla. Údolní nivy, zejména vlhké luční partie, jsou zajímavé množstvím bezobratlých živočichů. Jejich rozšíření by si zasluhovalo několik podrobnějších studií. poměrně bohatě jsou zastoupeni velcí střevlíci, včetně našeho největšího druhu střevlíka kožitého. Pozornost by mohla být věnována výskytu pavoukovců, suchozemských plžů a půdní fauny. Ze savců je nejpočetnější skupina hlodavci, a to jak lesní druhy, tak zástupci vázaní na vodní tok. Za zmínku stojí zvláště rod myšic (křovinná, rezavá), ondatra pižmová, norník rudý a hryzec vodní. Pravidelně je pozorován tchoř tmavý a lasice hranostaj. Celá oblast je využívána k úkrytu běžných druhů drobné polní zvěře, srnčí zvěře, divočáků a lišky obecné.

### Zastávka č. 10 – Ventaroly
Pouze za mrazivého zimního počasí a při sněhové pokrývce je v příkré stráni tvořící levý břeh potoka, poblíž terénní základny ČSOP, patrný zajímavý klimatický jev. Ve vrstvách prachovitých slínovců jsou hluboké pukliny, jimž cirkuluje vzduch. Chladný vzduch je nasávám spodním vchodem do puklinového systému, kde je relativně tepleji. Po zahřátí vzduch vystupuje horní částí struktury nazvané ventaroly (česky též větrnice) a způsobuje tání sněhu nebo dokonce na styku s chladným vzduchem okolí kondenzuje obsažená vlhkost, čímž se tvoří pára nazývaná jeskynní mlha. V letním období, kdy je teplota uvnitř horninového masívu podstatně nižší než nad povrchem země, se tento rozdíl teplot vyrovnává prouděním vzduchu obráceným směrem. Okolní vzduch je nasáván do otvorů v horní části ventarol a spodním vchodem po ochlazení vytéká ven. Na informační tabuli je schéma přibližující tento princip poněkud zidealizované. Lépe jsou ventaroly patrné při ústí vchodů jeskynních systémů, starých důlních prací nebo otevřenějších hlubších puklin.
Dále nám poslední zastávka souborně přibližuje dopad lidské činnosti na zdejší krajinu. Nejprve to bylo vykácení lesa za vzniku velkých ploch zemědělské půdy nebo za změny přirozeného druhového složení lesních porostů. Dále člověk pozměnil stabilitu krajiny dalšími úpravami pozemků, melioracemi, úpravami vodních toků, zakládáním různých lomů a vytvářením odvalů nekvalitního kamene. Tyto plochy se v nejnovější době staly skládkami nejrůznějších odpadů. Ty lze bohužel spatřit i při naší trase směrem k výchozímu bodu naučné stezky.

## Sekáči údolí Hasiny u Lipence
Výskyt sekáčovitých na sledované lokalitě u Lipence je závislý na mikroklimatických faktorech, což je obdobné i mnoha dalších skupin bezobratlých. Ačkoliv se nejedná o velkou plochu, stanovištní podmínky jsou zde dosti rozmanité. Střídají se zde stanoviště lesostepního charakteru, normální lesní prostředí a část uvedeného území je poměrně dosti vlhká – zejména místa v úzkém pásu údolní nivy, která je zčásti pokrytá zbytkem lužního lesa. Právě na tomto posledním typu stanovišť byl proveden v srpnu a září 1992 průzkum výskytu sekáčů. Metodami výzkumu byl sběr na vegetaci kolem potoka a sběr živých jedinců pod pokosenou trávou na louce v údolní nivě a podél trasy naučné stezky v pásu břehových porostů. Odchyt do zemních pastí s roztokem formalínu byl daleko méně úspěšný. Tímto způsobem byl získán spíše entomologický materiál. V krátkém období průzkumu bylo získáno celkem 29 exemplářů, které jsou uloženy jako lihové preparáty ve sbírce autora. (pozn. autor – Antonín Roušar).

### Přehled zjištěných druhů
- Čeleď: Phalangiidae
- Podčeleď: Oligolophinae
- Druh: Oligolophus tridens
- Tento druh patří k zástupcům s rozsáhlým eurosibiřským areálem. Má širokou ekologickou amplitudu a u nás je všude hojný. Při průzkumu v údolí Hasiny tvořil polovinu získaných jedinců.
- Čeleď: Leiobunidae
- Podčeleď: Leiobuninae
- Druh: Leiobunum rotundum – sekáč nitkonohý
- Rozšířen v celé Evropě, v Česku roztroušeně, na příhodných místech hojný. Zdržuje se na stinných a vlhčích místech, v dutinách stromů a skalách. V úkrytech bývá více jedinců. Zde byl sbírán na vegetaci a to pouze ve 4 exemplářích. Vyznačuje se velmi dlouhými a tenkými končetinami.
- Druh: Leiobunum rupestre
- Druh, jehož výskyt je hojnější v lesích východní části středoevropského areálu. U nás je jeho výskyt roztroušený. Obývá skalní útvary a skupiny balvanů. U Lipence bylo získáno 10 jedinců a lze říci, že tento nález je ze všech sekáčovitých nejcennější.

## Ptactvo naučné stezky „Údolí Hasiny“
Sledovanou lokalitu lze zařadit mezi zbytky druhotných lužních lesů, které na Lounsku provází hlavně tok Ohře a některé jeho přítoky. V převážné míře se jedná o smíšené luhy (jilm, vrba, olše, jasan) s bohatým křovinným porostem. Toto prostředí je v průběhu roku pro mnoho ptačích druhů význačné jak z hlediska hnízdění, tak i při vyhledávání potravy či jiné činnosti. TICHÝ, HOUDA /1991/ z tohoto prostředí udávají pro Lounsko 65 hnízdících druhů ptáků a dalších 32 druhů, kteří toto prostředí vyhledávají pouze příležitostně při získání potravy, nocování apod. Při předběžném ornitologickém průzkumu sledované lokality v datech 1982, 1983 a 1984 a příležitostných kontrolách v dalších letech zde bylo do současnosti zaznamenáno 45 ptačích druhů. Z toho bylo hnízdění doloženo u 25 druhů, pravděpodobně hnízdění u 6 druhů a u 14 druhů byl zaznamenám pouze výskyt. Nebereme-li v úvahu absenci sýkorovitých /Pandae/, sledovaná lokalita má shodné ptačí společenstvo jako podobné lokality v Lounském Poohří. Menší početnost zastižených druhů je důsledkem kratší doby pravidelného ornitologického sledování.

### Seznam zastižených ptačích druhů
- Kachna divoká (Anas platyrhynchos) – ojedinělý výskyt byl zaznamenám v r. 1989. Přesto není zahnízdění v některém roce vyloučeno.
- Volavka popelavá (Ardea cinerea) – jednotlivě se tento druh objevuje v zimních měsících při migraci. Např. v r. 1988 – 1 ex.
- Káně lesní (Buteo buteo) – ojediněle hnízdí. Hnízdění bylo např. zaznamenáno v r. 1982 na vysokém topolu na pravém břehu potoka.
- Bažant obecný (Phasianus colchicus) – ubývající hnízdící druh. Preferuje více biotop stepního charakteru.
- Holub hřivnáč (Columba palumbus) – v pobřežních porostech každoročně pravidelně hnízdí 2–3 páry.
- Hrdlička divoká (Streptopelia turtur) – platí shodné jako pro předchozí druh.
- Strakapoud velký (Dendrocopus major) – ojediněle hnízdí ve starých doupných stromech poděl potoka
- Kukačka obecná (Cuculus canorus) – v době hnízdění bývá zastižena každoročně v počtu 2 – 3 ex., takže lze správně předpokládat její zahnízdění
- Lejsek šedý (Muscicapa striata) – vzhledem k pravidelnému letnímu výskytu pravděpodobně ojediněle hnízdí
- Pěnice černohlavá (Sylvia atricapilla) – v břehových porostech každoročně pravidelně hnízdí. Při zpěvu používá pravidelně stromový porost.
- Pěnice pokřovní (Sylvia curruca) – hnízdí ve vhodném prostředí jako předchozí druh. Zaznamenána bývá i v křovinách mimo toto prostředí. Je méně početná.
- Pěnice hnědokřídlá (Sylvia communis) – při hnízdění preferuje volné křoviny. V tomto prostředí se jedná o početný druh.
- Sedmihlásek hajní (Hippolais icterina) – vzhledem k pravidelnému výskytu v hnízdním období s určitostí hnízdí.
- Budníček menší (Phalloscopus collybita) – pravidelně hojně hnízdící druh.
- Budníček větší (Phalloscopus trochilus) – vzhledem k pravidelnému ročnímu výskytu v hnízdním období jej lze považovat za hnízdící druh.
- Rákosník zpěvný (Acrocephalus palustris) – zaznamenán každoročně. Při hnízdění využívá z části otevřené prostory s vyšším bylinným porostem (kopřivy apod.).
- Vlaštovka obecná (Hirundo rustica) – na sledovanou lokalitu zaletuje za potravou.
- Jiřička obecná (Delichon urbica) – platí shodně jako pro předchozí druh.
- Drozd zpěvný (Turdus philomelos) – vzhledem k letnímu výskytu je ojedinělé hnízdění velmi pravděpodobné.
- Drozd brávník (Turdus viscivorus) – ojedinělý výskyt byl zaznamenán pouze v zimě 1986 v třešňovém sadu nad levým břehem potoka.
- Kos černý (Turdus merola) – běžný, pravidelně hnízdící druh.
- Červenka obecná (Erithacus rubecula) – zastižena pouze 2x v křovinách podél potoka. Přesto není ojedinělé hnízdění vyloučeno.
- Slavík obecný (Luscinia megarhynchos) – každoročně hnízdí 2 – 3 páry.
- Pěvuška modrá (Prunella modularis) – ojedinělý výskyt byl zaznamenám pouze v r. 1990.
- Střízlík obecný (Troglodytes troglodytes) – ojedinělý výskyt při podzimní potulce byl na břehu Hasiny zaznamenán v r. 1990.
- Ťuhýk obecný (Latius collurio) – zastižen pouze 1x v rozvolněných křovinách nad údolím potoka.
- Brhlík lesní (Sitta europaea) – ojediněle zaznamenán podél potoka na starých doupných stromech v letech 1983 a 1984. Ojedinělé hnízdění není vyloučeno.
- Šoupálek krátkoprstý (Certhia brachydactyla) – zastižen v r. 1990 na shodném místě jako předchozí druh.
- Zvonek zelený (Chloris chloris) – vzhledem k prostředí a ojedinělému výskytu pravděpodobně nehnízdí.
- Stehlík obecný (Carduelis carduelis) – ojedinělý výskyt byl zaznamenán pouze v r. 1982. Velmi pravděpodobné je však hnízdění na ovocných stromech nad údolím.
- Pěnkava obecná (Fringilla coelebs) – pravidelně a početně hnízdící druh.
- Strnad obecný (Emberiza citrinella) – na stráních v údolí a v otevřeném stepním prostoru pravidelně hnízdící druh.
- Vrabec domácí (Passer domesticus) – na lokalitu zaletuje z blízké obce. Na severním okraji údolí v bývalém mlýně hnízdí.
- Vrabec polní (Passer montanus) – hnízdí ve stromových dutinách podél toku Hasiny i v skalních dutinách nad pravým břehem.
- Skřivan polní (Alaufa arvensis) – hnízdí v otevřených stepních prostorech nad údolím Hasiny.
- Linduška lesní (Anthus trivialis) – každoročně pravidelně hnízdící druh v zatravnatělém biotopu. Při zpěvu však vyhledává vysoké stromy.
- Konipas horský (Motacilla cinerea) – jednotlivě každoročně hnízdí např. u chaty ČSOP.
- Konipas bílý (Motacilla alba) – vzhledem k pravidelnému výskytu v hnízdním období lze jeho hnízdění předpokládat.
- Špaček obecný (Sturnus vulgaris) – každoročně hnízdí několik párů ve starých doupných stromech lemujících tok Hasiny.
- Žluva hajní (Oriolus oriolus) – každoročně hnízdí 1 – 2 páry.
- Ledňáček říční (Alcedo atthis) – po rozpadu rodin mladí práci jednotlivě migrují podél vodních toků.
- Poštolka obecná (Falco tinnunculus) – jednotlivě hnízdí v skalních hnízdech v lomu nad údolím.
- Mlynařík dlouhoocasý (Aegithalos caudatus) – vyskytuje se nehojně při potulce.
- Sojka obecná (Garrulus glandarius) – ojediněle pravděpodobně hnízdí ve spodní části údolí. Hnízdění zatím nedoloženo.
- Straka obecná (Pica pica) – platí shodné jako pro předchozí druh s tím, že hnízdění je velmi pravděpodobné a že je možné prakticky v každém prostředí v údolí a nejbližším okolí.

## Ekologická výchova
Vývoj lidské společnosti dosáhl již takového stupně, že se člověk vzdálil od přírody a tím se i deformoval jeho vztah k vnějšímu prostředí – k živým organismům, složkám životního prostředí, ale i k ostatním lidem. Do popředí se dostává ekonomický a spotřební růst a naopak etika, morálka a mezilidské vztahy jsou na okraji důležitosti lidských zájmů. Informace ze sdělovacích prostředků o vymírání rostlin, živočichů, ničení lesů, znečištění řek a moří a zamoření vzduchu nechávají mnoho lidí lhostejnými a otupělými. Člověk si přestal uvědomovat, že i on je součástí přírody a svými negativními zásahy do přírodní rovnováhy následovně ohrožuje i sám sebe. Že tento vývoj spěje nezadržitelně k zániku všeho živého na Zemi, není třeba při současném stavu životního stavu zdůrazňovat. Nejdůležitější změnou v současné době je vytvoření nového vztahu člověka k přírodě. Lepší poznání přírody okolo nás, získání znalostí z různých oborů, ale hlavně vytváření rozumově, citově a mravně podloženého vztahu k přírodě se projevuje v názorech, jednáních, návycích, činech a způsobech života člověka. Poznání přírody je i prostředek, jak člověk může nalézt sám sebe. Proces, který má za cíl napomáhat k vytváření takového životního stylu, který by vycházel ze vzájemných vztahů mezi jednotlivými jevy a ději v životním prostředí a mezi člověkem a jeho životním prostředím, označujeme jako ekologickou výchovu. Ekologicky vychovaný člověk by měl mít takový systém hodnot a takový životní styl, jehož součástí by bylo i vědomí nejvyšší osobní odpovědnosti vůči stavu životního prostředí. Ekologická výchova je celoživotní proces, který zahrnuje různé věkové, zájmové a profesní skupiny obyvatelstva. Pomocí různých forem osvětové činnosti, jako jsou např. přednášky, besedy, výstavy, články v tisku, pořady v rozhlase a televizi, hry, soutěže a vycházky do přírody, se u lidí vyvíjí smyslové a citové vnímání přírody. Ekologická výchova na školách patří mezi významné působení na mládež a jejím prostřednictvím i na rodiče. K spoluzodpovědnosti za oblast ekologické výchovy se přihlásil i stát. Hlavními nositeli jsou oblast školství a různé občanské organizace, hnutí, sdružení a oblast státní správy. Důležitou roli v tomto směru hraje i Český svaz ochránců přírody. Členové ČSOP svou činností, jako je např. práce s dětmi a mládeží na školách a v přírodovědných kroužcích, různé ochranářské programy na záchranu ohrožených živočichů a rostlin, péče o chráněná území, budování naučných stezek, osvětová a další práce, hrají významnou roli v procesu ekologické výchovy. Základní organizace ČSOP Louny vybudovala ve svém okrese naučnou stezku Údolí Hasiny u Lipence, která slouží i pro ekologickou výchovu nejširší veřejnosti a zvláště pak dětí a mládeže. Zde v přírodě najde návštěvník naučné stezky poučení a dají se zde realizovat i různé formy ekologické výchovy. Příroda promlouvá ke každému z nás jinou řečí. Někdo vnímá její krásy zrakem, jiný zase čichem nebo hmatem, ale dá se vnímat vlastně všemi smysly. V tomto případě je však důležitější cit než rozum. Citlivý člověk si právě v přírodě vzpomene na velké, ale prosté tajemství z jedné dětské knížky. Uvědomí si, že člověk dobře vidí jen srdcem. To, co je podstatné, je pro oči neviditelné.

## Galerie

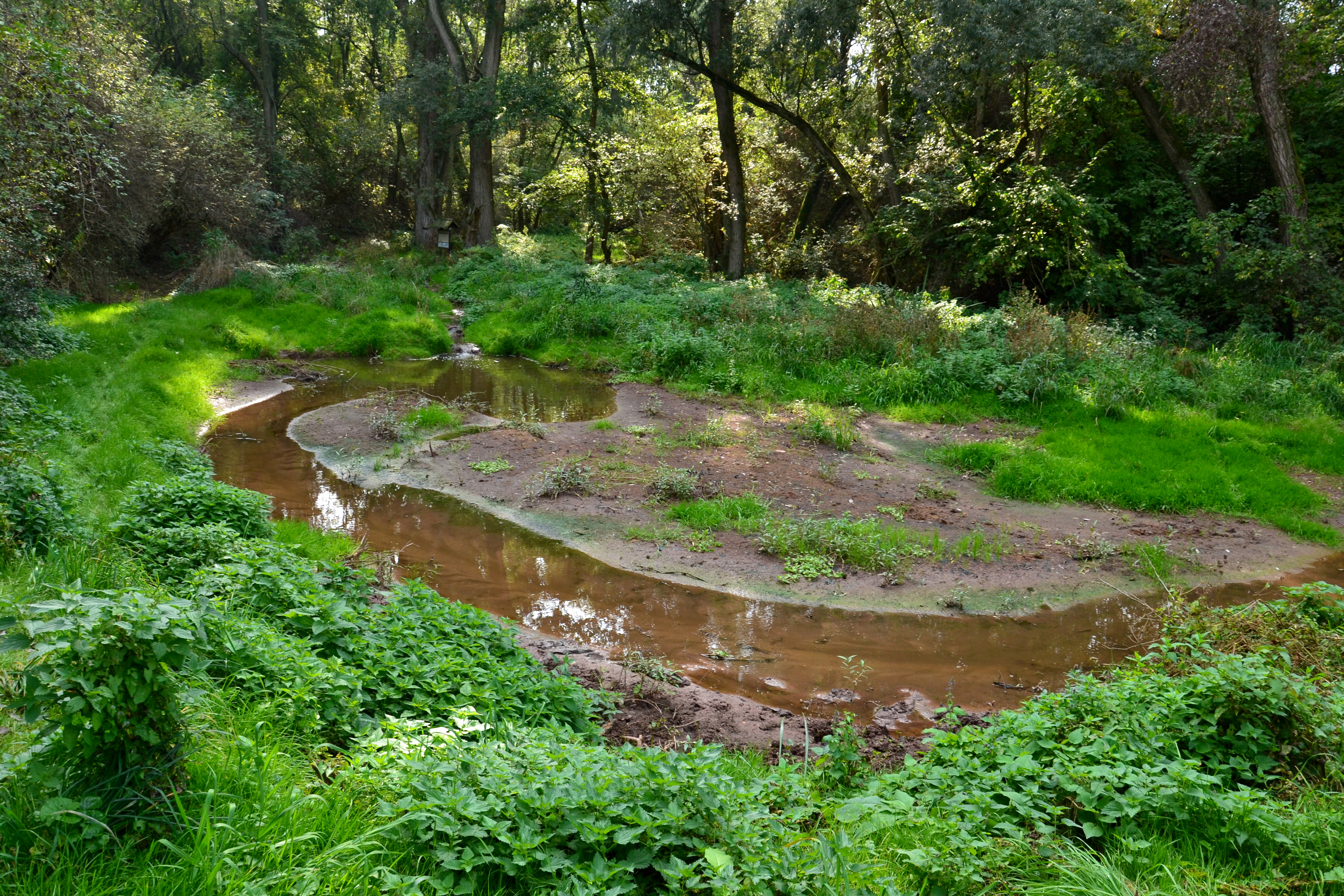
Tok Hasiny
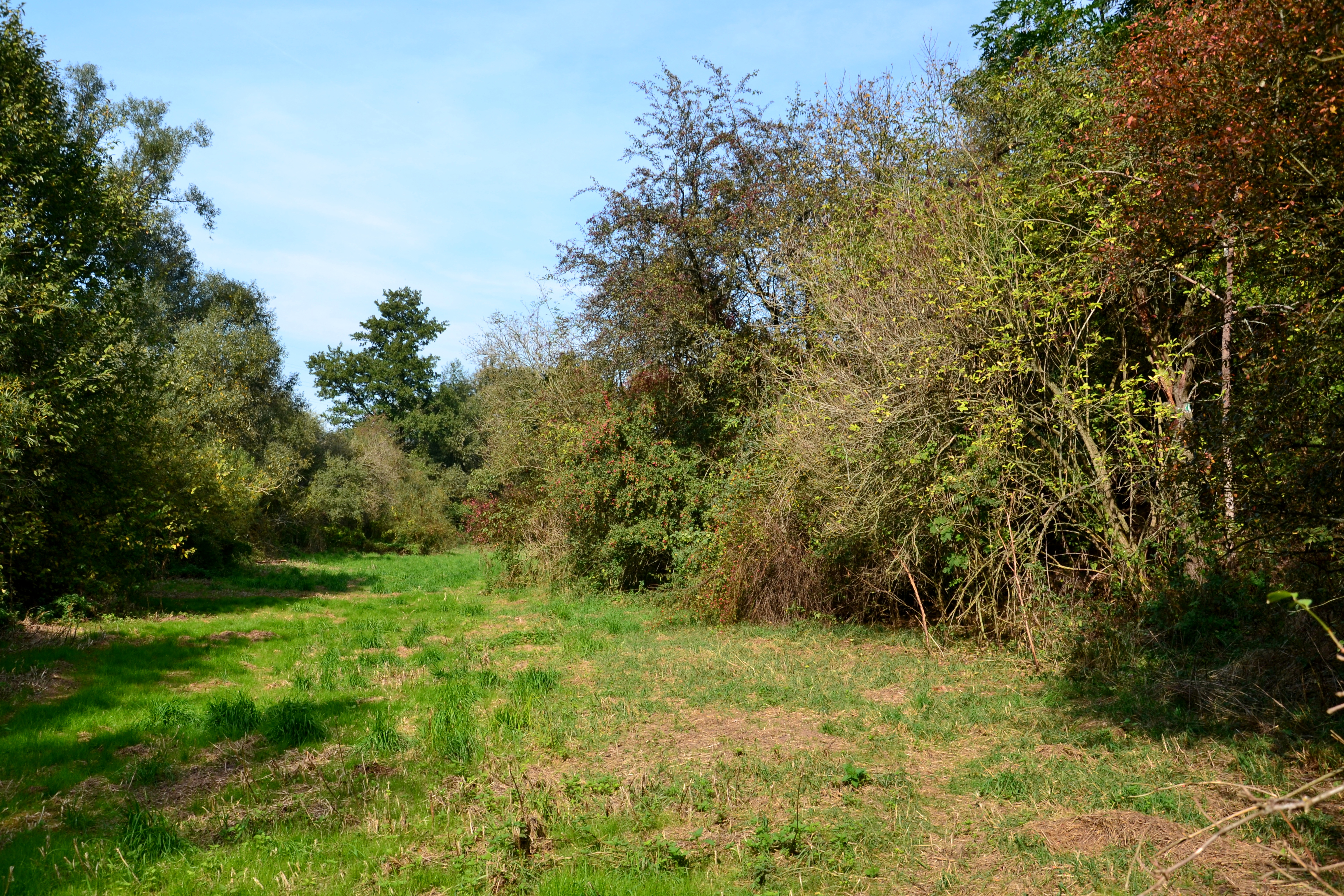
Louka v severní části chráněného území
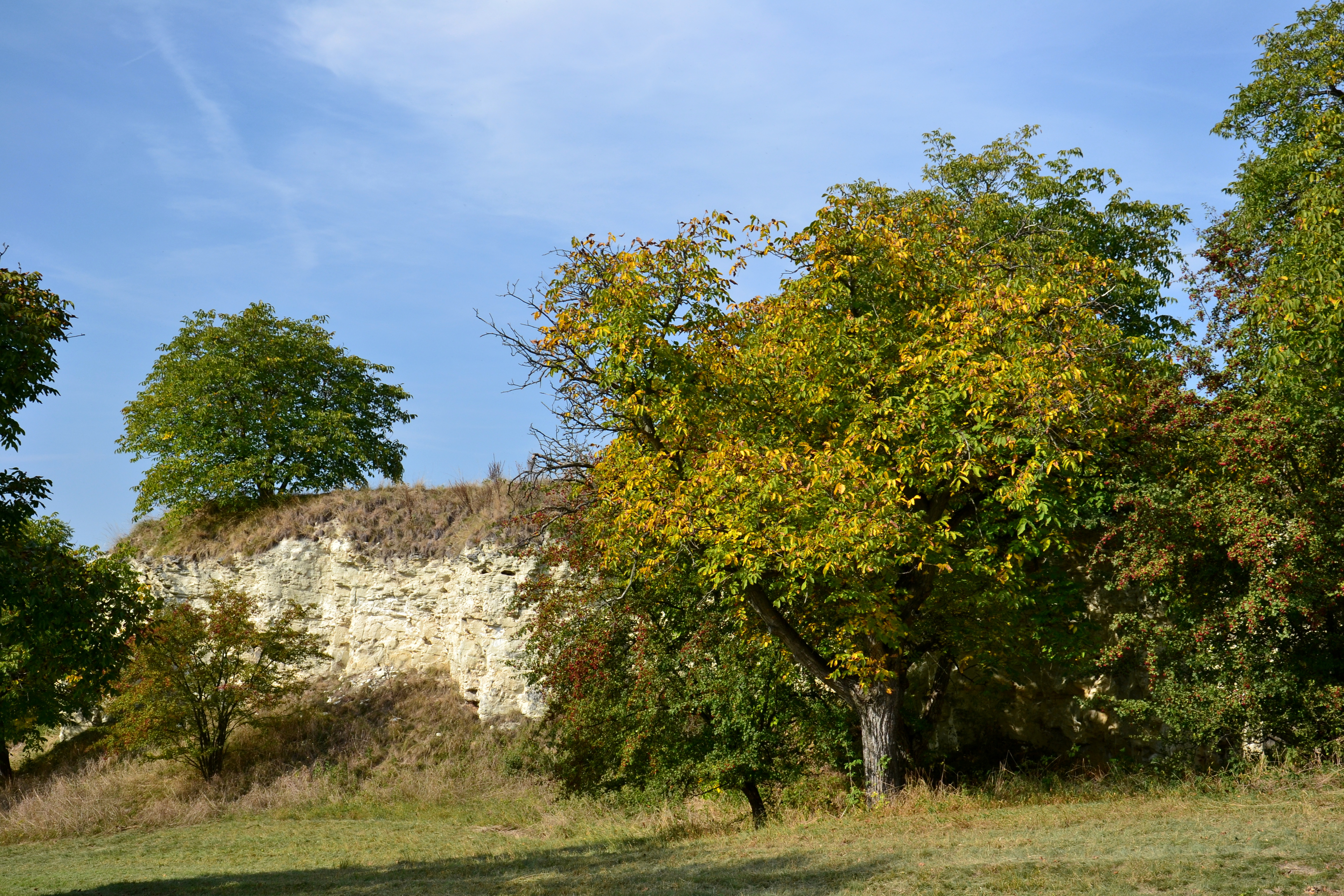
Starý opukový lom
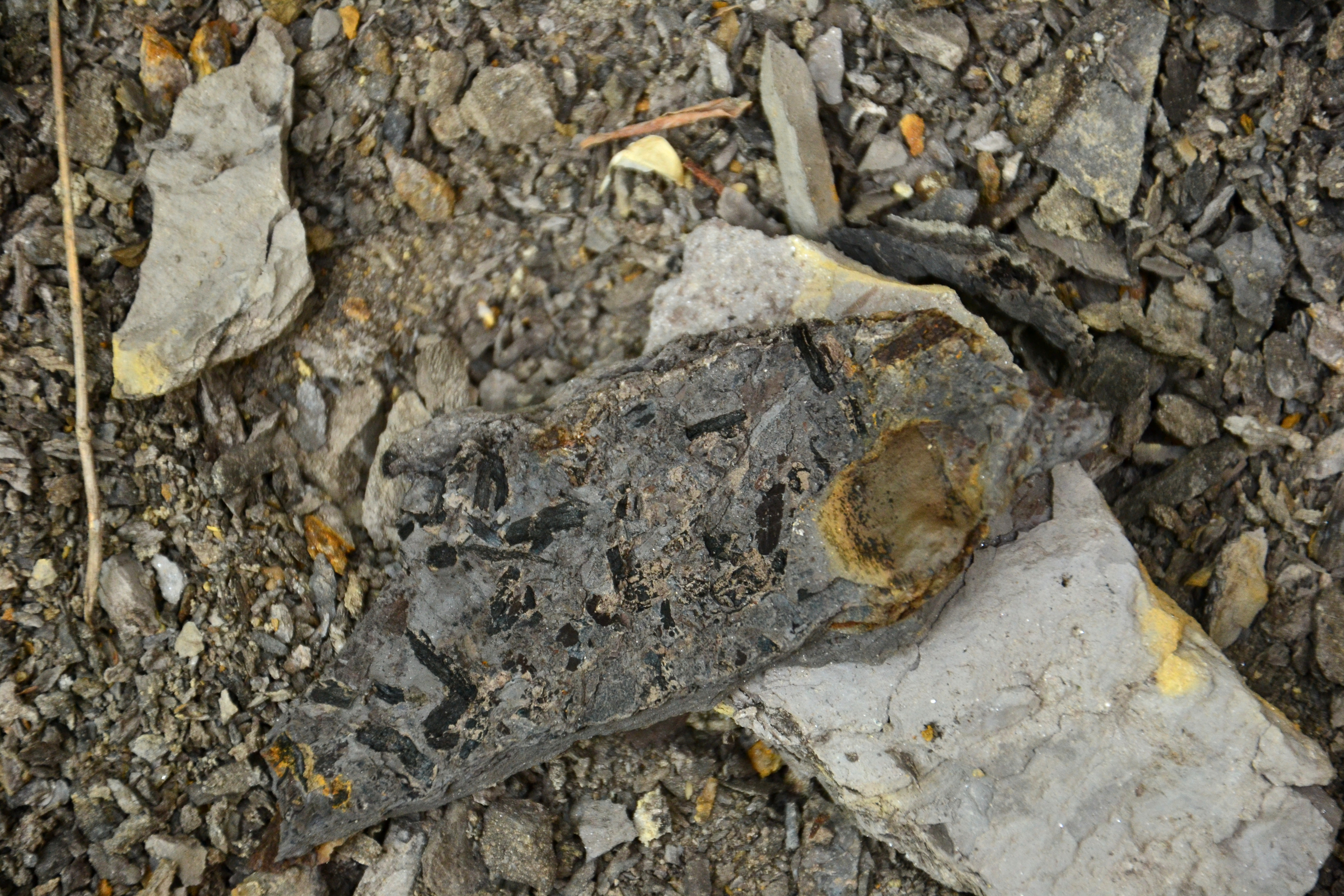
Fosilní zbytky rostlin
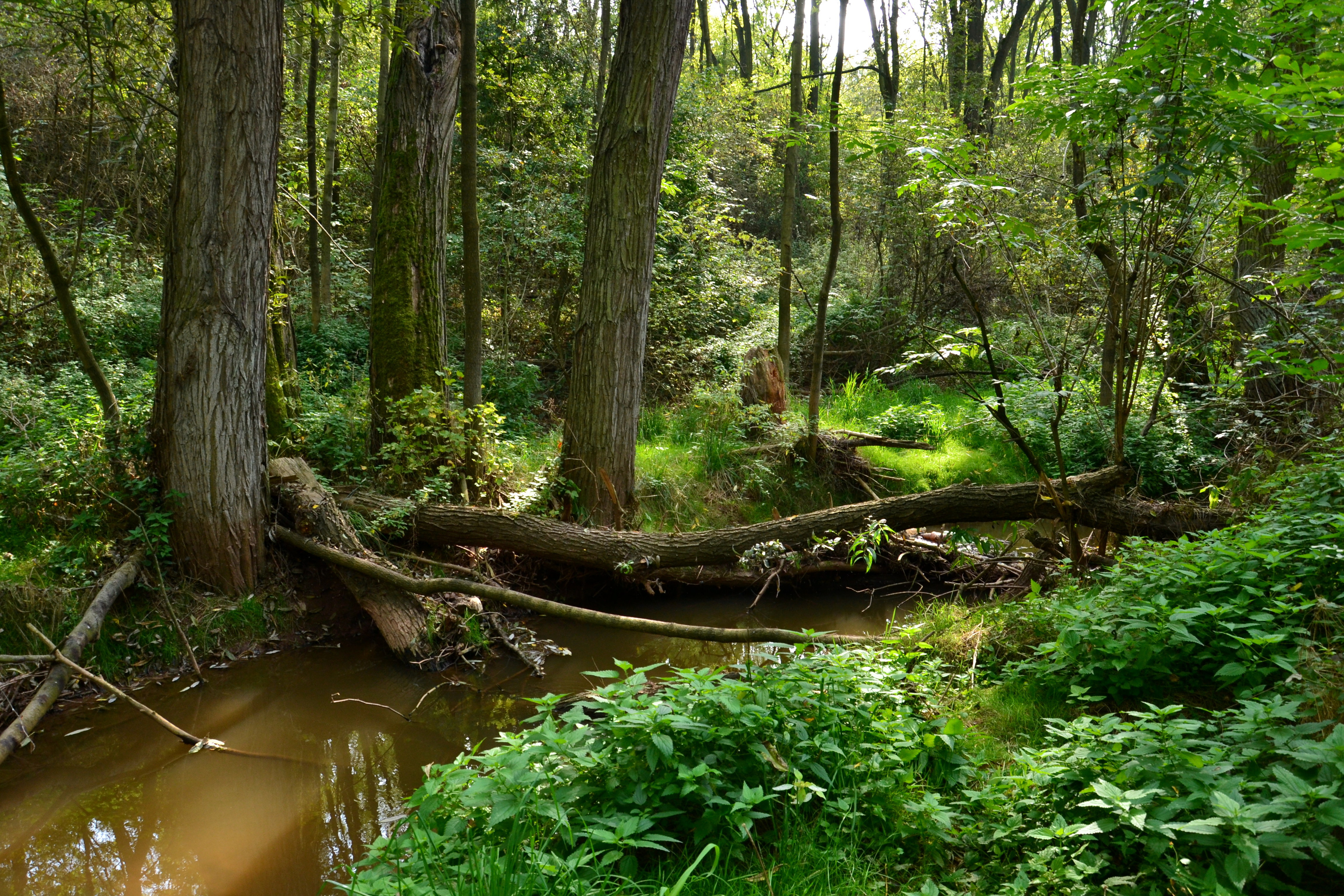
Lužní les